# پایگاه هوایی بزمر
پایگاه هوایی بزمر (به انگلیسی: Bezmer Air Base) یک فرودگاه نظامی با کد یاتا JAM است که یک باند فرود بتن دارد و طول باند آن ۲۴۹۷ متر است. این فرودگاه در کشور بلغارستان قرار دارد و در ارتفاع ۱۵۵ متری از سطح دریا واقع شده‌است.